# Wilfred H. G. Neuse
Wilfred H. G. Neuse (* 1949 in Schwarmstedt) ist ein deutscher Fotokünstler, der sich neben der Medizin- und Wissenschaftsfotografie mit dem Medium Fotografie auseinandersetzt.

## Leben
Der in der Lüneburger Heide geborenen Wilfred H. G. Neuse begann nach einer typographischen Ausbildung ein Grafikstudium 1972 an der Werkkunstschule Düsseldorf. Dieses Studium schloss er 1976 ab bei Klaus Kammerichs an der Fachhochschule für Design in Düsseldorf. Nach einem anfänglichen Studium der Philosophie an der Heinrich-Heine-Universität arbeitete er als Freelance-Fotograf in verschiedenen Studios. Unter Klaus Kammerichs sowie Gerhard Vormwald bekam er einen Lehrauftrag für analoge Fotografie mit Porträt- und Studiofotografie von 1978 bis 2007 an der Fachhochschule für Design Düsseldorf. Von 1984 bis 2011 leitete Neuse die Fotoabteilung der Dermatologischen Klinik des Universitätsklinikums an der Heinrich-Heine-Universität Düsseldorf bei Gerd Plewig, Thomas Ruzicka und Bernhard Homey und brachte die Abteilung zu international beachteten Ruf. Seine medizinischen Fotos in zahlreichen dermatologischen und histologischen Atlanten sowie der fotodynamischen Diagnostik waren unverkennbar und Vorreiter in dieser Disziplin.
Neuse ist als Fotokünstler tätig und wohnt in Düsseldorf. Seine Tätigkeitsfelder umfassen Kunst und Medien. Im Mittelpunkt seiner international gewürdigten Arbeit stehen die künstlerische Fotografie und Projekte der freien Kunst. Dabei haben sich drei fotografische Schwerpunkte herausgebildet.
- songs from the bottom ein besonderer Standpunkt, eine besondere Perspektive in der SW-Dokumentation.
- TRUE FACES ursprünglich 1989 eine Reaktion mit Porträt-Triptychen auf die bekannten Portrts von Thomas Ruff.
- Painterroids das Arbeiten mit Sofortbildmaterialien wie Polaroids und Impossible, einem Crossover von Fotografie und Malerei.

Sein derzeitiges Hauptprojekt – TRUE FACES II-III ein Porträt-Projekt, das er in Ein Hod, Israel, einführt, zeigt viele bekannte und unbekannte Künstler, die nach einem dreigeteilten Konzept porträtiert werden und das mit deutschen Künstlern weitergeführt wird.
Seine Feuchten Kammern, ein Polaroid-Foto-Projekt, ist ein work-in-progress-project, das Wilfred H. G. Neuse seit 2001 kontinuierlich weiter führt.
Darüber hinaus führte er zahlreiche konzeptionelle Fotografie-Ausstellungen, Aktionen und Projekte in Zusammenarbeit mit anderen Fotografen, Malern und Bildhauern durch. Wie z. B. INTERN-EXTERN ein Fotoausstellungsprojekt 1989 mit internationalen Künstlern sowie ENERGIE mit Rüdiger Quass von Deyen, Marcellino und Charles Wilp oder BEGEGNUNGEN eine Fotokunstaktion am Rhein-Herne-Kanal mit Hanne Horn und dem Kunstverein Oberhausen. Wilfred H. G. Neuse ist berufenes Mitglied der Deutschen Gesellschaft für Photographie e.V. (DGPh) in Köln, Vorstandsmitglied des BBK-Düsseldorf des Bundesverbandes Bildender Künstlerinnen und Künstler und Mitglied der Verwertungsgesellschaft Bild-Kunst, Bonn.

## Ausstellungen
- 1989: Ausstellungsforum BBK-Düsseldorf, EXTERN-INTERN, K
- 1990: Galerie im Stapelhaus, Köln, Künstlerpolaroids
- 1991: Centrum vor beeldende Kunst, Tilburg, NL, K
- Int. Graphik-Trienale, Osaka, Japan, K
- 1992: EXTERN-INTERN
- H. Read Gallery, Kent Art Institute, Canterbury, GB
- KIAD-Gallery, Rochester, GB
- 1993: Städt. Kunstmuseum, Singen (Hohentwiel)
- 1994: SOFORT-BILDER, Ballhaus, Düsseldorf
- kein schöner land, Orangerie Düsseldorf-Benrath, Ausstellung und Performance
- 1995: Große Düsseldorfer, Kunstpalast Düsseldorf
- Der Blaue Engel, SMS-Maschinenhalle, Düsseldorf
- 1997: true faces I, Kunstverein Neustadt a. Rbge. e.V.
- Große Düsseldorfer, Kunstpalast Düsseldorf1999
- Blue Movie, Orangerie Schloss Benrath, Düsseldorf
- 2001: Zeitgleich – Zeiterscheinungen, BBK-Kunstforum, Düsseldorf
- ENERGIE, Atelier-Ausstellung mit Marcellino, WHG Neuse,
- Rüdiger Quass, Charles Wilp
- Begegnungen am Kanal, Kunstverein Oberhausen
- 2002: Wasser-Zeit-Ständer, Versandhalle, Kunstsommer-Grevenbroich (K)
- 2003: Screenshots, first ART trade Galerie, Zürich (E)
- What about beauty?, Ein Hod, Israel (E)
- Images against war, Galerie LichtBlick, Köln
- 2004: Feuchte Kammern, Universitäts- und Landesbibliothek Düsseldorf (E,K)
- SIXPACK, Brakelmann-Horn-Neuse-Riebe-Beicht-Vetten-Wakultschik
- Galerie Dieter Fischer, Dortmund
- ZWISCHENTÖNE, Musik – Performance – Literatur, Jazz-Schmiede Düsseldorf (K)
- 2004–2005: BACK FROM ISRAEL - Not just photography, Atelier am Eck, Düsseldorf (E,K)
- 2006: Porträts, Hommage an L. Fritz Gruber
- Ausstellungs- & Schauraum Ute Jalas, Köln (E)
- Crossing Jordan, Fotografische Arbeiten & Fundstücke aus Israel, Johanneskirche/Stadtkirche Düsseldorf (E;K)
- 2007: ohne tamtam, Soirèe für Rolf Sackenheim, Galerie Art 204, Düsseldorf (Buch)
- Our town, Gallery-Space am Royal Berkshire Hospital
- 2008: TRUE FACES II, Porträt-Projekt, Studienaufenthalt Ein Hod, Israel
- 2009: TRUE FACES II, Filmmuseum Düsseldorf
- 2010: Adam und Eva, Fotografie & Installation, Ballhaus der Stadt Düsseldorf, E, K
- TRUE FACES II, selected Porträts, FOBI im Kulturzentrum Gasteig, München, E, K
- Crossing Jordan II, Foto-Objekte, Kunstverein Hattingen, E
- 2011: TRUE FACES II, selected Porträts Kulturzentrum der Israelitischen Kultusgemeinde, München, E